# Конвой №4827
Конвой № 4827 — японський конвой часів Другої світової війни, проведення якого відбувалось у серпні — вересні 1943-го.
Вихідним пунктом конвою був атол Трук у центральній частині Каролінських островів, де ще до війни створили потужну базу японського ВМФ, з якої до лютого 1944-го провадились операції в цілому ряді архіпелагів. Пунктом призначення став розташований у Токійській затоці порт Йокосука, що під час війни був обраний як базовий для логістики Труку.
До складу конвою увійшли транспорти «Тагоноура-Мару», «Нагоя-Мару» та «Нічії-Мару» (Nichii Maru), тоді як супровід забезпечував кайбокан (фрегат) «Окі». Крім того, щонайменше до Сайпану (Маріанський архіпелаг) додаткову охорону надавав переобладнаний мисливець за підводними човнами «Кьо-Мару № 10» (Kyo Maru No. 10).
Загін вийшов з бази 27 серпня 1943-го. 30 серпня на підході до Маріанських островів з «Нагоя-Мару» повідомили про невдалий напад підводного човна, тому з Сайпану назустріч вийшов переобладнаний тральщик «Фумі-Мару № 2». Тієї ж доби конвой прибув на Сайпан («Кьо-Мару № 10» з якихось причин затримався та досягнув цього острова 31 серпня).
«Нагоя-Мару» залишився на Сайпані (звідки через кілька діб рушить у рейс до Рабаула — головної передової бази в архіпелазі Бісмарка), тоді як інші судна продовжили шлях до метрополії. 3 вересня вже на підході до Японії в районі островів Ідзу конвой перехопив американський підводний човен USS Pollack. Він торпедував і потопив «Тагоноура-Мару», загинули 1 член екіпажу та 6 пасажирів, тоді як ще 149 осіб врятував «Окі». Кайбокан також провів безрезультатну контратаку проти субмарини, під час якої використав 17 глибинних бомб.
4 вересня 1943-го загін прибув до Йокосуки.